# 曹朱村
曹朱村，是中国福建省福州市长乐区潭头镇下辖的一个行政村，东与厚东村接壤，西与霞江村为邻，南侧与鳌头村、碧岭村、元岱村交界，北侧与汶上村相邻。曹朱村是著名侨乡，在台湾、美国及新加坡均有移民，村内绝大多数人口为曹姓人，也有少量李姓人分布。

## 历史
该地原为厚福村，清朝时属芳桂乡钦平里，民国17年（1928年）属长乐县潭头区，20世纪30年代属金峰区，1949年曹朱村自厚福村分出，并于中华人民共和国成立后成为行政村，隶属于潭头镇。
曹姓进入福建的始祖是五代十国时期的曹安，于唐僖宗光啟二年（886年）随王審知来闽，元世祖至元九年（1272年）部分世系迁至长乐碧岭湖一带，明宪宗成化十一年（1475年）曹傅顺一系迁至厚福并发展至今。自民国时期开始，尤其是文化大革命及改革开放时期，曹朱村向台湾、美国、新加坡等地大规模移民，其中不乏非法的偷渡者。至今，原籍曹朱的村民已有近一半移民至中国大陆以外，著名人士有原马祖高中校长曹金平等人。

## 行政区划
曹朱村下辖后曹、村中、前曹、宫边、曹朱港5个自然村。

## 图集

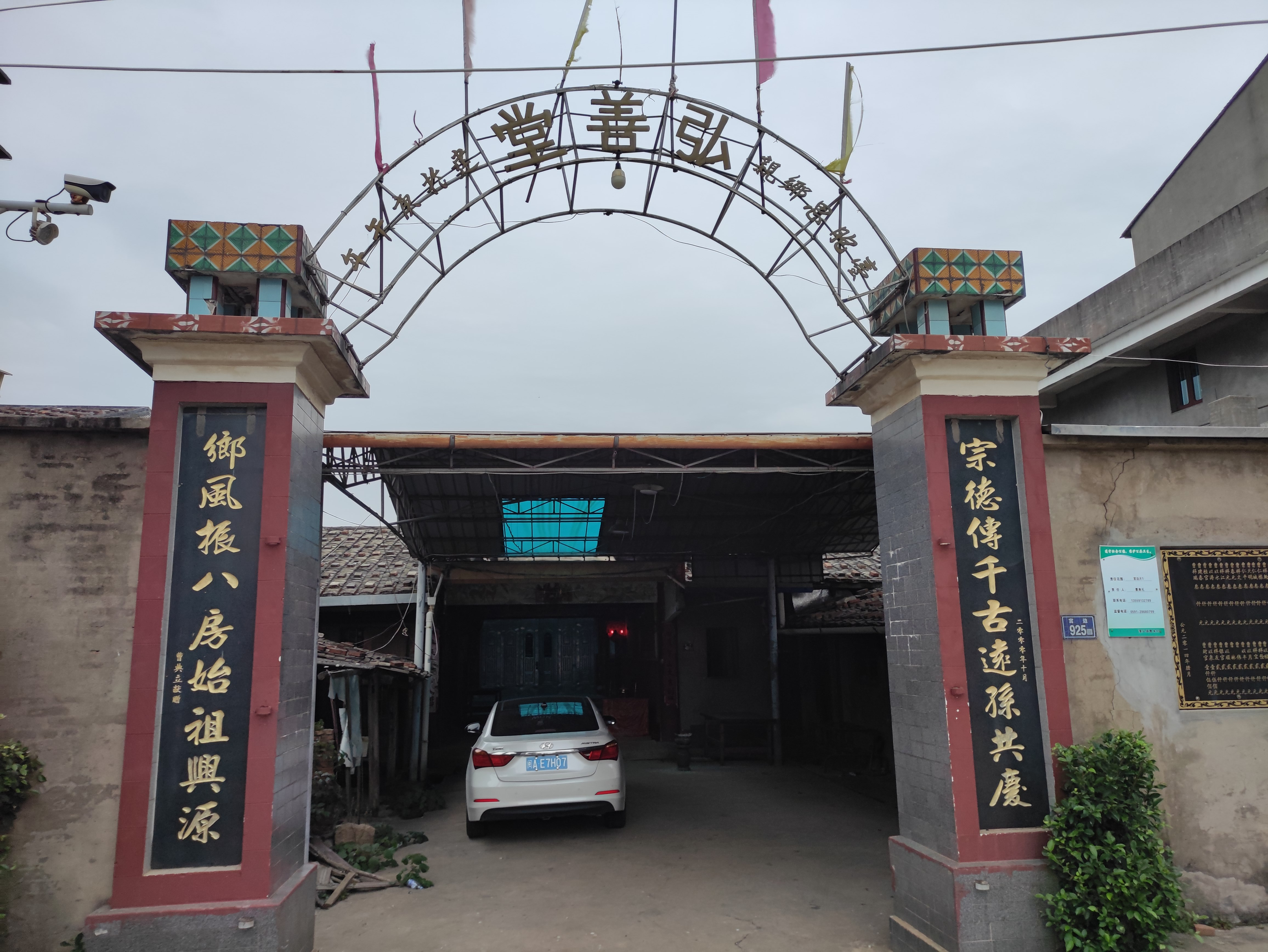
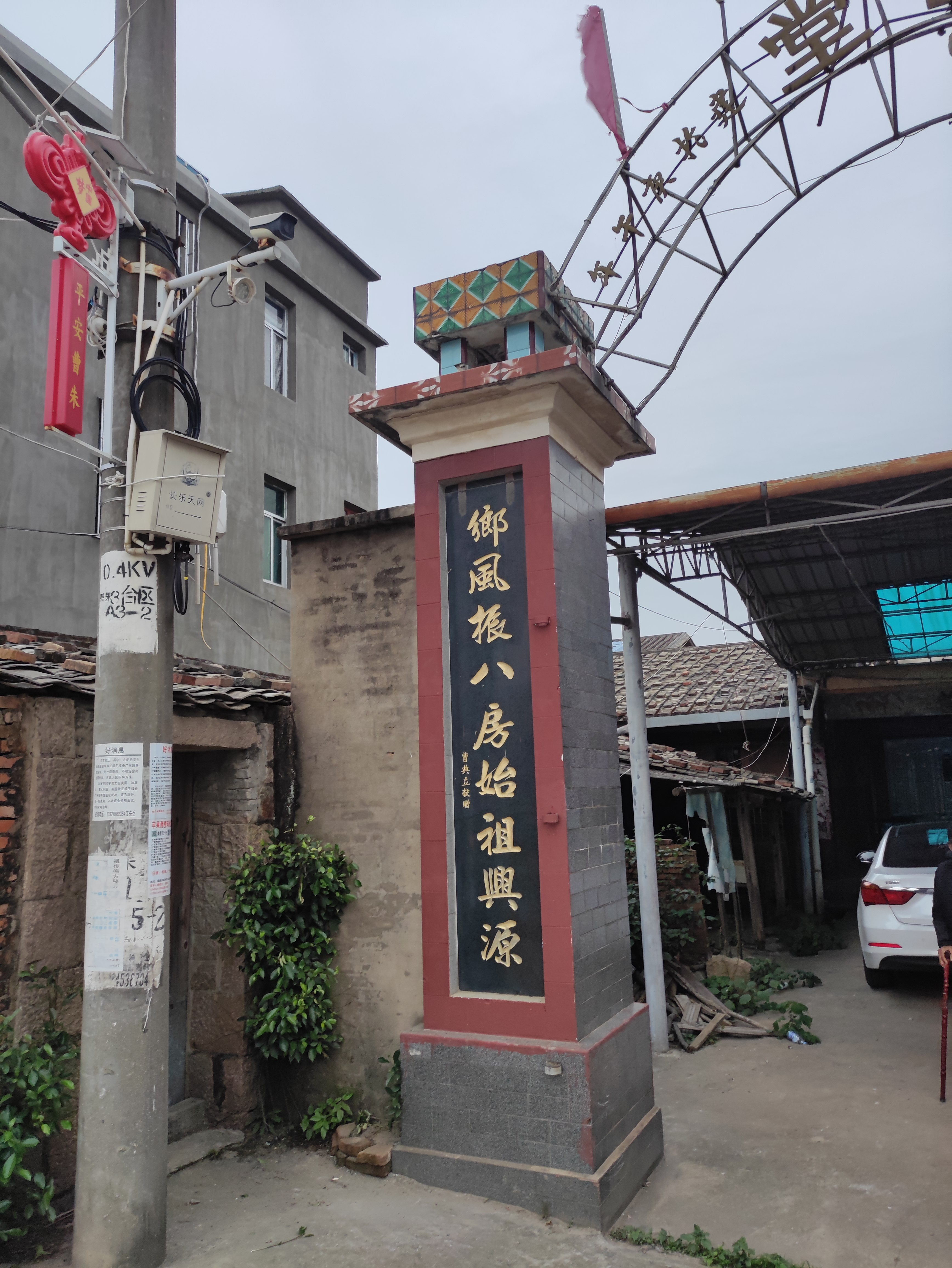
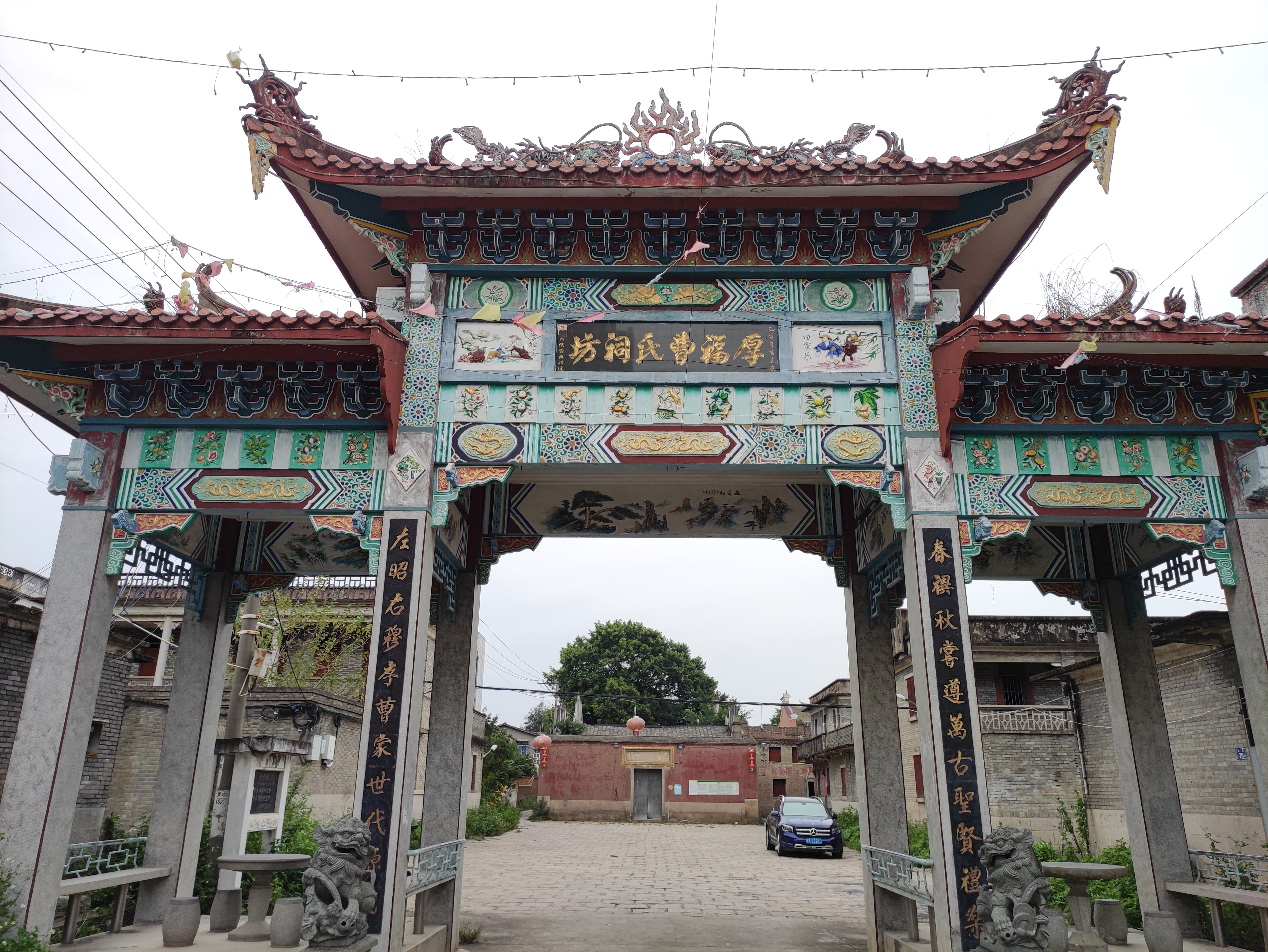
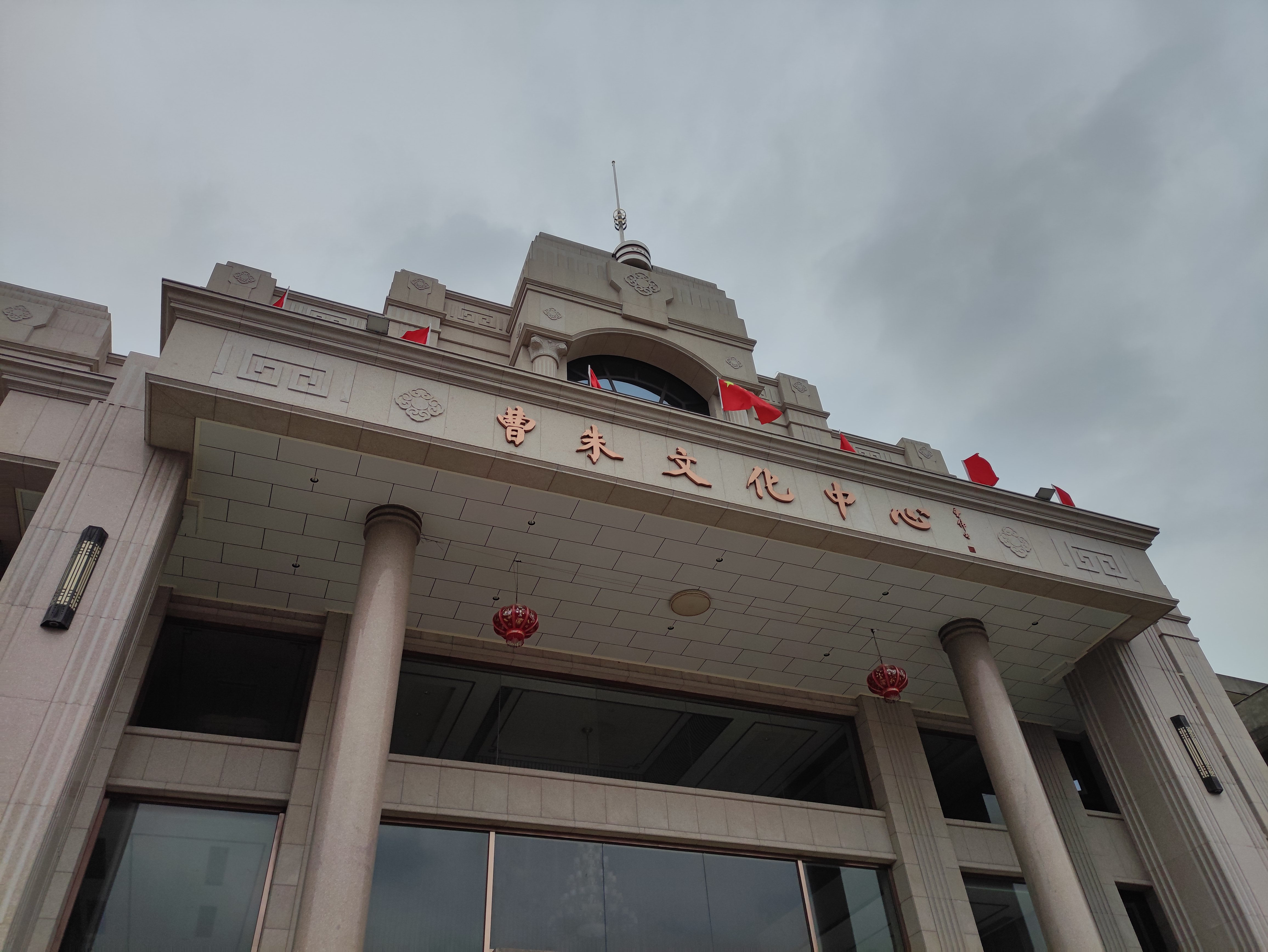